# NGC 7639
NGC 7639 est une vaste galaxie lenticulaire (elliptique ?) située dans la constellation de Pégase. Sa vitesse par rapport au fond diffus cosmologique est de 7 690 ± 35 km/s, ce qui correspond à une distance de Hubble de 113,4 ± 8,0 Mpc (∼370 millions d'al). NGC 7639 a été découverte par l'astronome britannique Andrew Ainslie Common en 1880. Elle a été redécouverte par l'astronome Stéphane Javelle le 2 décembre 1893 et inscrite à l'Index Catalogue sous la désignation IC 1485.
NGC 7639 n'est pas sur base de données Simbad qui retourne la phrase suivante : « Identifier not found in the database : NGC 7639 »